# ستيف بيرنير
ستيف بيرنير هو لاعب هوكي جليد كندي، ولد في 31 مارس 1985 في مدينة كيبك في كندا.

## وصلات خارجية
- ستيف بيرنير على موقع دوري الهوكي الوطني (الإنجليزية)
- ستيف بيرنير على موقع قاعة مشاهير الهوكي (لاعب أن.إتش.أل) (الإنجليزية)
- ستيف بيرنير على موقع EliteProspects.com (الإنجليزية)
- ستيف بيرنير على موقع Eurohockey.com (الإنجليزية)
- ستيف بيرنير على موقع HockeyDB.com (الإنجليزية)
- ستيف بيرنير على موقع Hockey-Reference.com (الإنجليزية)